# Коваль Максим Валерійович
Максим Валерійович Коваль (нар. 26 грудня 1996) — український легкоатлет-паралімпієць, Заслужений майстер спорту України  з легкої атлетики. Член збірної команди України з легкої атлетики серед спортсменів ВРФР. Паралімпійський чемпіон 2020 року у штовханні ядра. Чемпіон світу 2019 року у штовханні ядра, чемпіон Європи 2018 у штовханні ядра, срібний призер чемпіонату Європи 2021 у штовханні ядра, встановив рекорд Світу, неодноразовий чемпіон України.
31 серпня 2021 Максим Коваль здобув "золото" на Паралімпійських іграх у Токіо
.

## Спортивна кар'єра

### Чемпіонат Європи 2018
22 липня завершився чемпіонат Європи з легкої атлетики серед спортсменів ВРФР, що відбувався у м. Парижі (Франція). Суттєвий внесок в цю перемогу зробив Максим, він завоював 3 нагороди – 2 «золота» та «срібло». Перше місце здобув у метанні диску, а срібло у штовханні ядра.У передостанній день Максим виборов золоту медель у метанні спису та встановив рекорд Європи.
З 20 по 26 серпня 2018 року у місті Берліні (Німеччина) проходив Чемпіонат Європи з легкої атлетики серед спортсменів з ураженням опорно-рухового апарату, вадами зору та ВРФР. Національну легкоатлетичну команду представило 37 спортсменів з 18 областей України, які вибороли 19 золотих, 22 срібних та 8 бронзових медалей. Коваль виборов золото у штовханні ядра серед спортсменів з ВРФР.

### Чемпіонат Європи у приміщенні 2019
З 06 по 11 березня, у м. Стамбулі (Туреччина), відбувся чемпіонат Європи з легкої атлетики серед спортсменів ВРФР. Максим Коваль виборов «золото» та став чемпіоном Європи у штовханні ядра.

### Чемпіонат світу 2019
На Чемпіонат світу з легкої атлетики, що відбувався 2019 року з 7 по 15 листопада у Дубаї (Об'єднані Арабські Емірати) завоював золоту нагороду. Максим був спочатку восьмим, потім другим, потім третім, знов другим і в останній, шостій спробі виборов золоту перемогу з результатом 17 м 11 см.